# Seznam avstralskih kazenskih kolonij
Seznam avstralskih kazenskih kolonij.

## Seznam
- Sydney
- Macquarie Harbour Penal Station
- Port Arthur, Tasmanija
- Maria Island, Tasmanija
- Swan River Colony